# Gebrüder Dippe

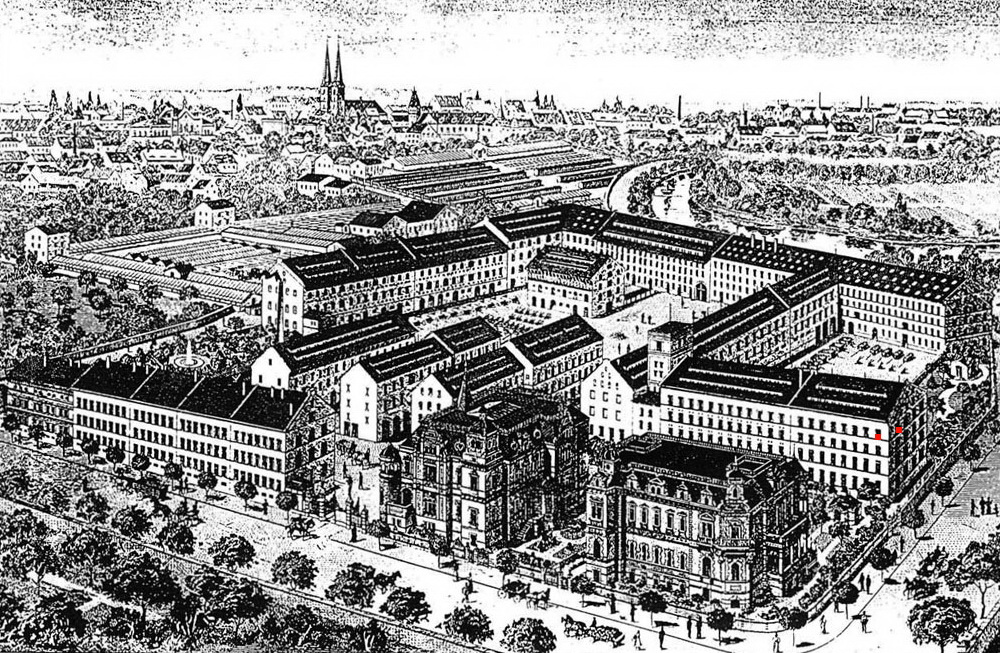
Der Wirtschaftshof (Haupthof) der Gebr. Dippe AG in Quedlinburg um 1905 mit Kontorhaus (links), Lagerhäusern, Gewächshäusern im Bodegarten (links hinten) und den Villen der Firmenbesitzer, Mitte rechts.

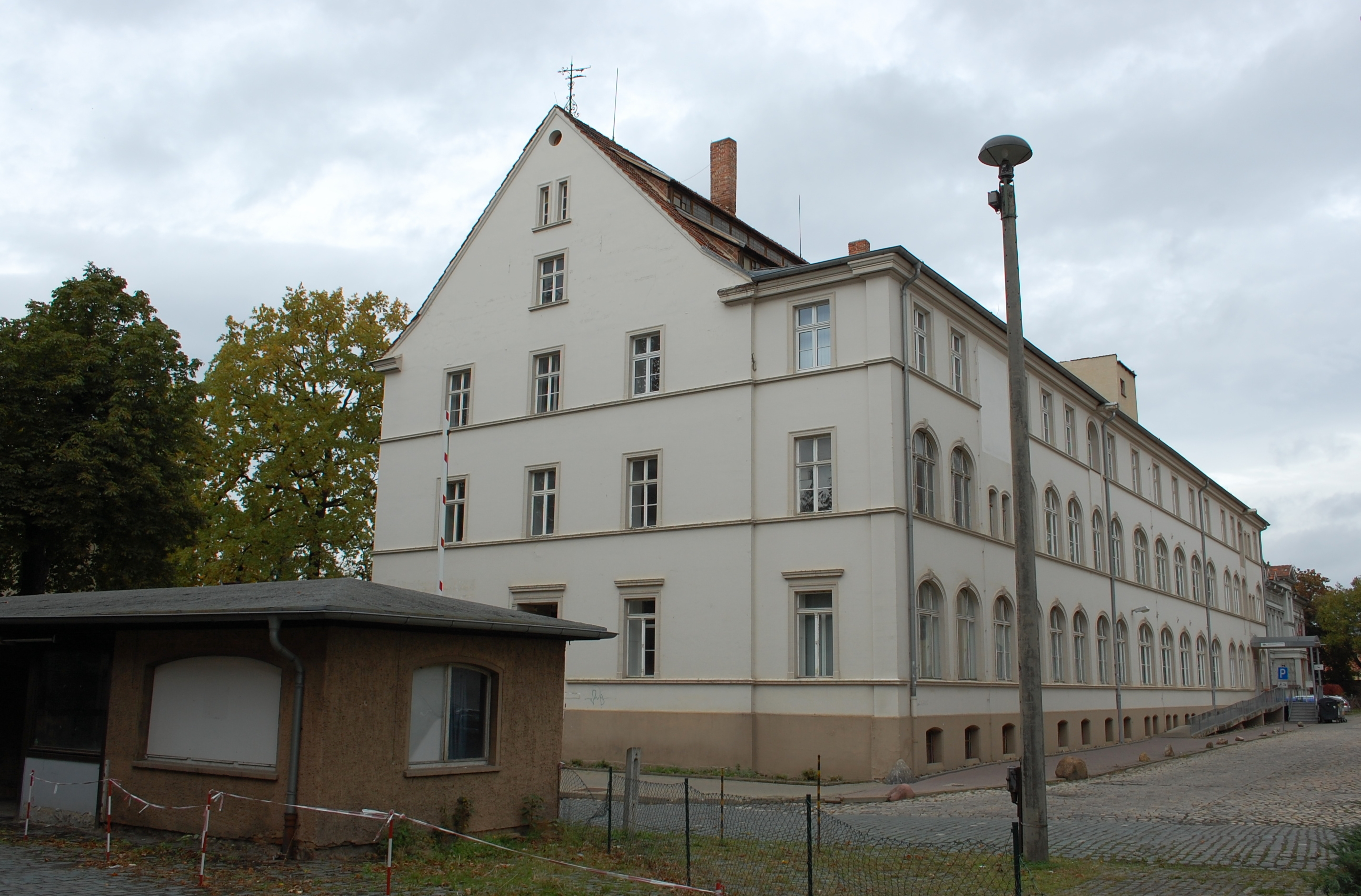
Verwaltungsgebäude auf dem Haupthof, dem Werksgelände der Gebrüder Dippe AG

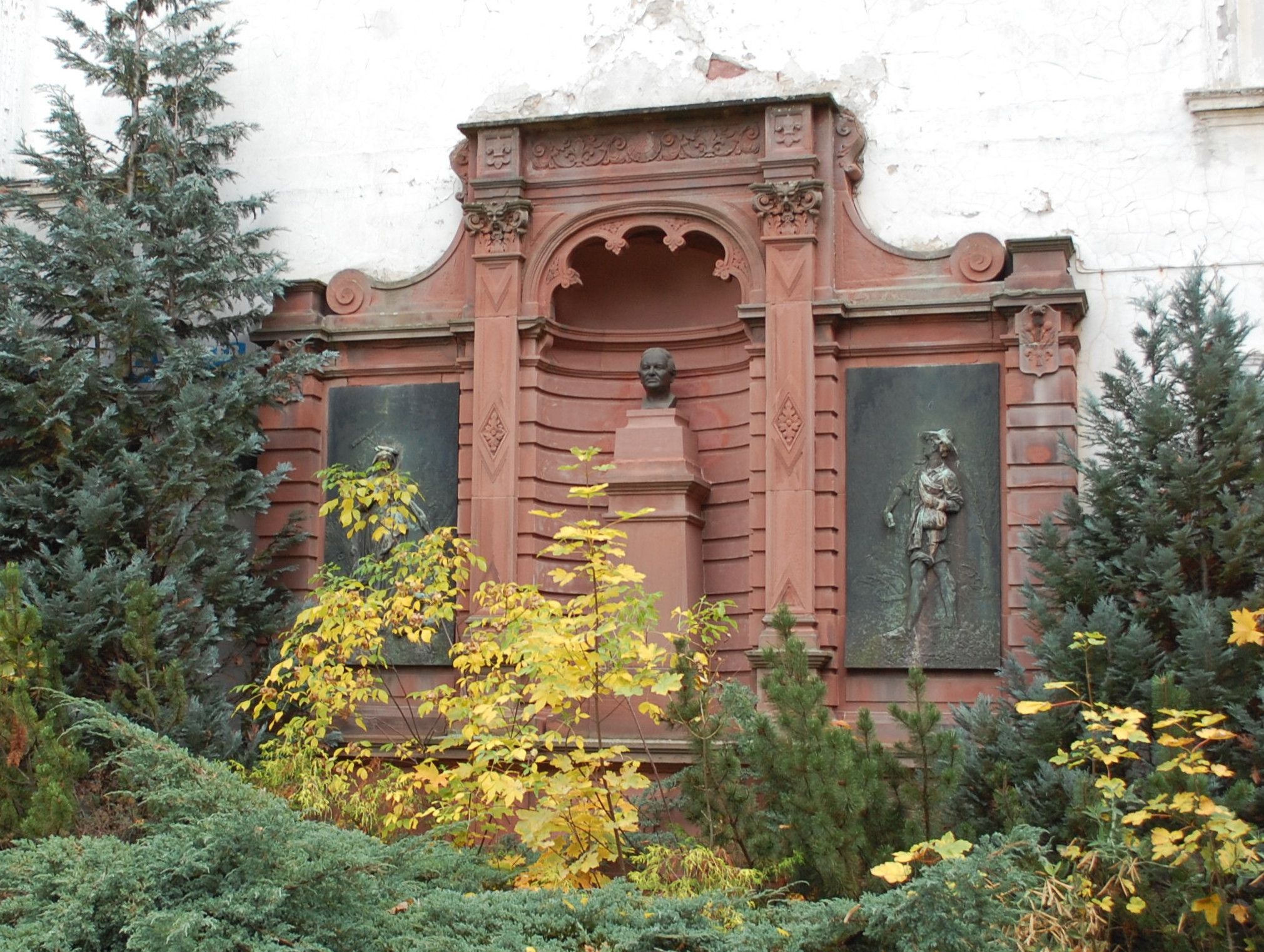
Denkmal für Gustav Adolf Dippe

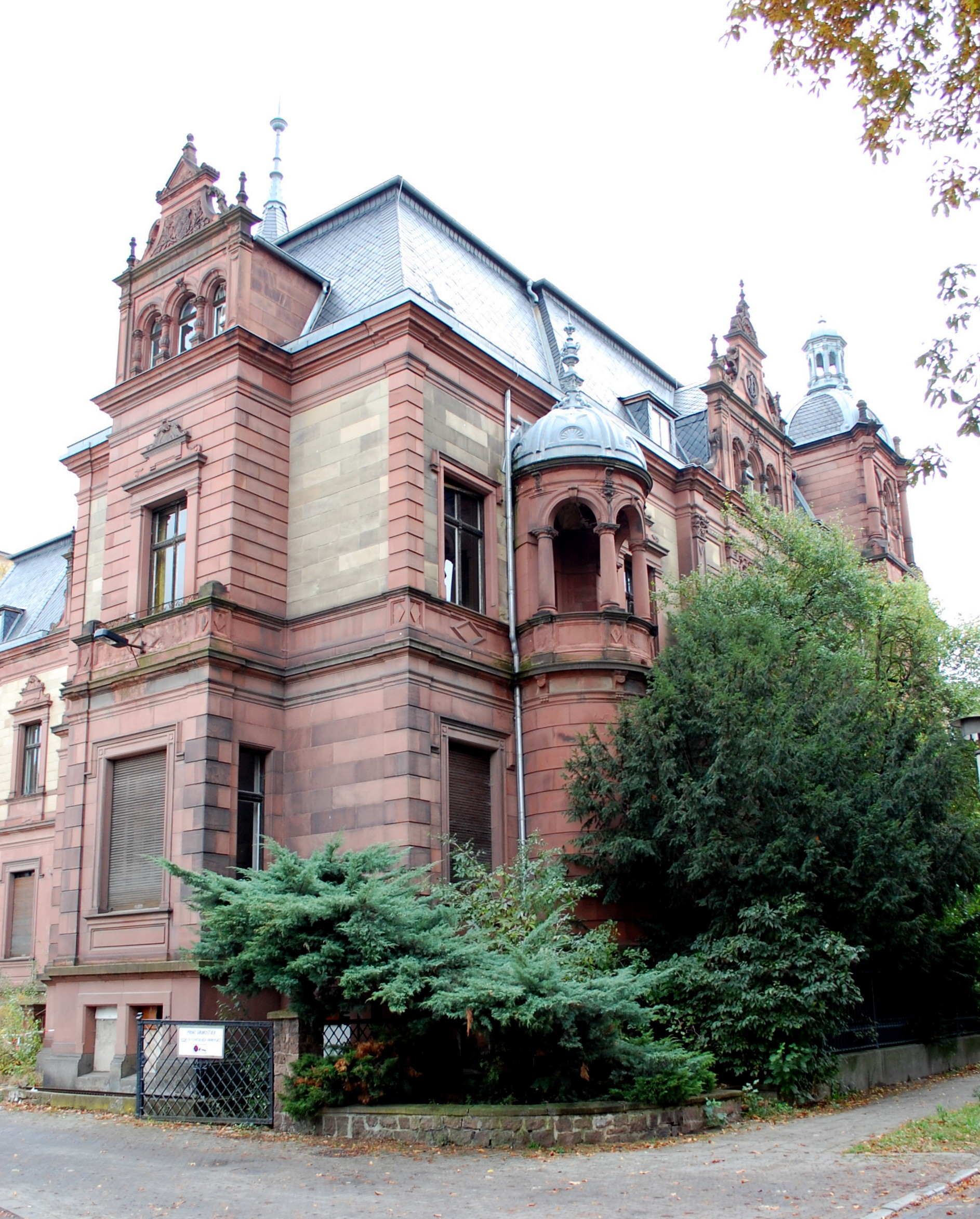
1894/95 gebaute Unternehmervilla Neuer Weg 22

Die Gebrüder Dippe AG war ein bedeutendes und traditionsreiches Saatzuchtunternehmen in Quedlinburg im heutigen Sachsen-Anhalt.    

## Gründung und Geschichte des Unternehmens
Das Unternehmen wurde 1850 von den Brüdern Gustav Adolf Dippe (1824–1890) und Christof Lorenz Dippe in Quedlinburg gegründet. Das Unternehmen ging aus dem kleinen Gärtnereibetrieb des zuvor bereits verstorbenen Vaters der Gründer Johann Martin Dippe hervor. Die Familie Dippe besaß seit 1714 Gartenland vor den Toren der Stadt Quedlinburg. Es wurden weitere Anbauflächen im Umfeld der Stadt, so im Word und im Bodegarten erworben. Christof Lorenz Dippe schied im Jahr 1863 aus dem Unternehmen aus, blieb jedoch Teilhaber. Carl Dippe und Friedrich Dippe, die Söhne von Gustav Adolf, sowie sein Schwiegersohn Carl Esche traten in das Unternehmen ein. Gustav Adolf Dippe verstarb im November 1890 in San Remo. Ihm wurde im Eingangsbereich des Firmengeländes 1906 ein noch heute erhaltenes, von Richard Anders geschaffenes, Denkmal gesetzt. Es ist im Stil des Historismus gestaltet und zeigt neben zwei Bronzereliefs eine Porträtbüste Dippes. 
Wichtigstes Produkt war der Zuckerrübensamen. Durch neue Zucht- und Auswahlverfahren erreichten die Züchtungen einen hohen Ertrag und einen hohen Zuckergehalt. Das Unternehmen wuchs stark. Zur Jahrhundertwende vom 19. zum 20. Jahrhundert deckten die Gebrüder Dippe ein Sechstel des Weltbedarfs an Zuckerrübensamen. Das Unternehmen erzeugte auch Gemüse- und Blumensamen. 1890 beschäftigte man 1800 Arbeiter und 120 Gärtner. Es wurde eine Anbaufläche von 2500 Hektar bewirtschaftet. Das Unternehmen galt als vielseitigstes Großzüchtungsunternehmen der Welt.
Nach dem Tods von Gustav Dippe  führte Carl Dippe das Unternehmen. Sein Nachfolger wurde, die Familie war inzwischen geadelt, Friedrich von Dippe. Im Jahr 1915 wurde das Unternehmen in eine Aktiengesellschaft umgewandelt. 
Bei einem Hochwasser der Bode 1925/26 war das Betriebsgelände von Überschwemmungen betroffen. 1934 übernahm Hans von Dippe, Friedrichs Sohn, das Unternehmen. Im Frühjahr 1945 arbeiteten 2500 Menschen dort.

## Der historische Haupthof in Quedlinburg und die weitere Entwicklung nach dem Ende der Gebr. Dippe AG

### Entwicklung bis 1945
Der sogenannte Haupthof, als wichtigstes Wirtschaftsgelände des Unternehmens, befand sich an der Adresse Neuer Weg 21 in Quedlinburg und steht heute unter Denkmalschutz. In unmittelbarer Nähe dieses Unternehmenssitzes entstanden die Villen der Familie Dippe, die heute gleichfalls denkmalgeschützt sind.
Dieses, mit über 60.000 Quadratmetern, sehr große Betriebsgelände in Quedlinburg wurde im Zeitraum von 1850 bis 1910 kontinuierlich ausgebaut. Es entstanden Verwaltungs-, Produktions- und Wohngebäude, wobei sich die Bebauung von Norden, aus Richtung der Stadt Quedlinburg, nach Süden entwickelte. Die älteren Gebäude entstanden dabei im Stil des Klassizismus, später wurde im historistischen Stil gebaut. Speicher- und Produktionsgebäude schließen das Areal nach Norden, Osten und Westen ab. Darüber hinaus befinden sich auf dem Grundstück noch sechs weitere historische Gebäude. Im südöstlich Bereich steht ein Wirtschaftsbau dessen Saal- und Innenraumgestaltung aus dem Jahr 1960 stammt und in der Form der zweiten Moderne erfolgte. Bemerkenswert ist auch ein im Stil des Klassizismus ausgeführter Wasserturm.

### Entwicklung nach 1945
Nach dem Ende des Zweiten Weltkrieges wurde das Unternehmen enteignet. Hans von Dippe und Carl Esche junior gingen nach Westdeutschland und gründeten in Herford die Gebrüder Dippe GmbH, die ihren Sitz später nach Bad Salzuflen verlegte. 1993 wurde das Unternehmen von der schwedischen Firma Hilleshög übernommen.
Der Betrieb in Quedlinburg wurde mit den Betrieben der Firma Mette und der Firma Rudolph Schreiber und Söhne nach der Enteignung 1946 Teil der, in der sowjetischen Besatzungszone neu gegründeten, Deutschen Saatzucht Gesellschaft (DSG). Auf dem Haupthof war seit der Gründung der Deutschen Saatzucht Gesellschaft 1946 der zentrale Standort für den DDR- und internationalweit tätigen DSG Betrieb für gartenbauliches Saat- und Pflanzgut. 1971 wurde der DSG-Betrieb umbenannt in VEB Saat- und Pflanzgut für gartenbauliches Saat- und Pflanzgut.

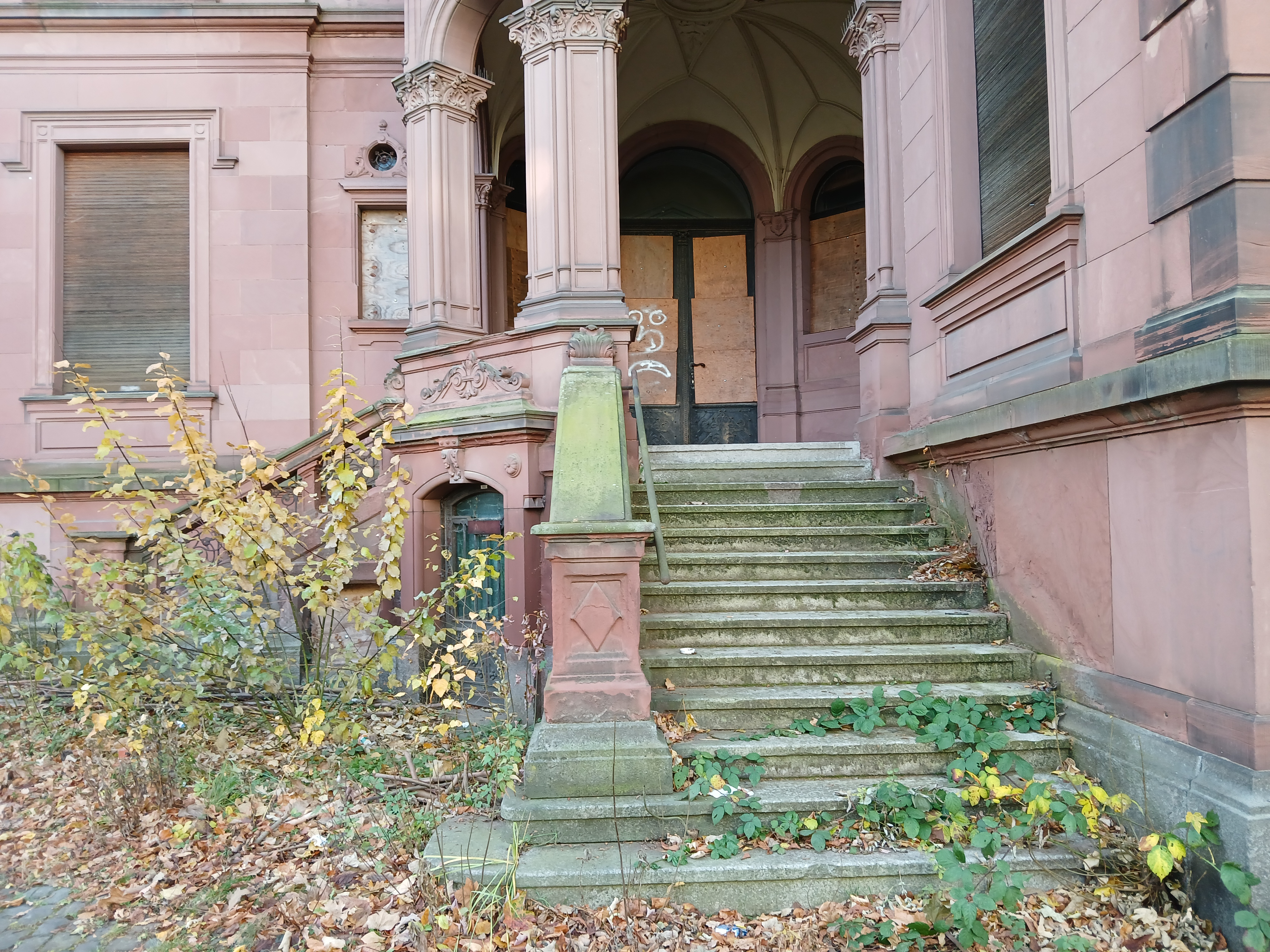
Eingang zur ehemalige Dippe-Villa in Quedlinburg. Heute verlassen und beginnender Verfall. Zustand 2024

Ebenfalls auf dem Haupthof wurde am 20. Januar 1947 ein DSG-Institut für Pflanzenzüchtung gegründet. Dieses Institut unter der Leitung des erfolgreichen Züchtungsbiologen Gustav Becker kam 1951 zur neu gegründeten        Deutschen Akademie der Landwirtschaftswissenschaften (DAL). Das Institut führte ab 1972 die Bezeichnung Institut für Züchtungsforschung.
Die umfangreichen Feldfluren und weitere Wirtschaftshöfe wurden als Teil des Volkseigenen Gutes (VEG) Saatzucht „August Bebel“ Quedlinburg weitergeführt.

### Entwicklung nach 1990
Nach der politischen Wende des Jahres 1989  und der Wiedervereinigung Deutschlands wurde das auf dem Haupthof ansässige Saatguthandelsunternehmen als Quedlinburger Saatgut GmbH fortgeführt. Es folgte 1992 die Privatisierung und der Verkauf durch die Treuhandanstalt an die Schweizer Samen-Mauser Holding AG und nach 1998 ein weiterer Verkauf an die Firma Wagner, Heidelberg. Seit der Umstrukturierung und nachfolgenden Liquidation dieser Firma stehen die großen Verwaltungs- und Lagerbauten der ehem. Fa. Dippe seit 2009 weitgehend leer. 
Das ehemalige Kontorhaus der Fa. Gebr. Dippe wurde zu  Altenwohnungen umgebaut und kann so seit 2023 wieder genutzt werden.
Das Institut für Züchtungsforschung wurde bereits zum Ende des Jahres 1991 auf Grund der im Einigungsvertrag festgelegten Auflösung der Akademie der Landwirtschaftswissenschaften geschlossen und alle Räume und Labore in diesem großen Teil des Haupthofes wurden leergezogen.
Der Haupthof, als der historisch für Quedlinburg und die Geschichte der Züchtung und Saatgutproduktion in Deutschland so bedeutsame und das Stadtbild prägende Gebäudekomplex, ist heute wirtschaftlich nahezu ungenutzt. Die einstigen beiden großen Villen der ehemaligen Firmeninhaber, bis 1991 vom Institut für Züchtungsforschung genutzt, stehen seitdem ebenfalls leer und verfallen zunehmend.
Die Feldfluren der einstigen Gebr. Dippe AG werden nach der Privatisierung des VEG -Saatzucht durch die Treuhandgesellschaft heute von verschiedenen neu gebildeten Landwirtschaftsbetrieben bewirtschaftet.
Die Traditionsfolge der weltbekannten Gebrüder Dippe AG ist damit zumindest auf dem einst bedeutenden großen Haupthof erloschen, lebt aber in zersplitterten Resten in einigen kleineren mittelständischen Nachfolgebetrieben weiter.